# Castillo de Jubera
El castillo de Jubera fue un fortaleza medieval ubicada en la localidad española de igual nombre, en la provincia de Soria.

## Historia
Jubera y su castillo, al igual que otros castillos sorianos, como los de Montuenga de Soria, Somaén, Arcos de Jalón y Medinaceli, constituía una importante plaza desde donde controlar el acceso a Aragón, contando para ello con una extensa red de atalayas. Fue objeto de disputas entre Pedro I de Castilla y la casa Trastamara, así como entre castellanos y aragoneses durante las guerras de la Raya.
La aldea y castillo fueron comprados por el arzobispo de Sigüenza en 1317 a un particular para ofrecer asilo a los cristianos en caso de conflicto; se conserva el documento de compra venta en que se indica que los cristianos, moros y judíos seguirían sujetos al Fuero de Medinacelli. En el siglo XVIII se quema la aldea y el entonces Obispo Juan Díaz Guerra la reconstruye, levantando una nueva Jubera junto a la Ermita de Nuestra Señora de los Mártires, que pasó a se parroquia. El Obispo consiguió el privilegio de villazgo y nombró alcalde y oficios de justicia. Ya en 1835 con la Desamortización los habitantes compraron las propiedades del Obispo.

## Descripción
El castillo de Jubera se alza sobre un cerro situado a las afueras de la localidad, a unos 500 metros en dirección este, en el término municipal de Arcos de Jalón. Se conservan escasos restos del castillo árabe, solamente el aljibe y parte de mampostería de las murallas.